# Tripod Island
Tripod Island (von englisch tripod ‚Dreibein, Stativ‘; spanisch Islote Trípode) ist eine Insel im Palmer-Archipel vor der Westküste der Antarktischen Halbinsel. In der Gruppe der Melchior-Inseln liegt sie unmittelbar südlich des westlichen Ausläufers der Etainsel und markiert die Nordseite der westlichen Einfahrt zum Andersen Harbor.
Die Benennung geht wahrscheinlich auf Wissenschaftler der britischen Discovery Investigations im Jahr 1927 zurück. Argentinische Wissenschaftler nahmen 1942, 1943 und 1948 Vermessungen der Insel vor.